# مابری میل (ویرجینیا)
مابری میل (به انگلیسی: Mabry Mill) یک منطقهٔ مسکونی در ایالات متحده آمریکا است که در شهرستان فلوید، ویرجینیا واقع شده‌است.